# Chiesa di Santa Maria della Scala (Messina)
La chiesa di Santa Maria della Scala  è stata una chiesa della città di Messina, opera del 1347. Fu distrutta dal terremoto del 1908. L'aggregato monumentale chiesa - monastero sorgeva sulla piazza di San Giovanni Battista Gerosolimitano, sull'area compresa tra viale Boccetta e via XXIV Maggio.

## Storia
La sua fabbricazione risale al 1347 quando le monache Benedettine, che abitavano il monastero di Santa Maria della Valle fuori le mura, ai piedi delle colline di San Rizzo, nel greto del torrente San Michele, portarono in città, con grande pompa di popolo e di autorità, per porre fine ad una terribile pestilenza, l'immagine della Madonna della Scala di loro proprietà.
La devozione del popolo messine era tale che l'armatore Antonio Falanga nel 1422 venne incaricato alla costruzione di una nave, con il contributo di un corrispettivo di 6 onze d'oro da parte di Nissim Bracha ebreo di Messina (anche a comprovare gli ottimi rapporti tra comunità ebraica e cittadini cristiani), a condizione di navigare in "quascumque parte vel locum Mundi" sotto il vessillo in poppa della Madonna della Scala.
Col tempo le suore vi si stabilirono, lasciando la Badiazza come residenza estiva, per poi abbandonarla del tutto dopo che il Concilio di Trento impose loro la rigida clausura. La chiesa aveva due prospetti: il principale prospetto sulla via dei Monasteri, il laterale prospetto verso il Torrente Boccetta.
I prospetti erano ricoperti per buona metà dell'altezza da pietre bugnate, sistemate in modo da conferire all'insieme un che di pittoresco; le due porte erano assai antiche, specie la maggiore che apparteneva alla soppressa chiesa di Castellammare. Nel 1723 fu portato a compimento la facciata.
Il terremoto della Calabria meridionale del 1783 causò il crollo della cupola che impose un lungo ciclo di restauri.

### Epoca contemporanea
Il terremoto di Messina del 1908 determinò gravissimi danni che culminarono con la demolizione dei manufatti superstiti. La speculazione edilizia ne decretò la definitiva demolizione nel 1976.
L'area su cui sorgeva il complesso fu ceduta per edificare l'isolato 374, la chiesa col medesimo titolo fu ricostruita nei pressi di Piazza Cairoli, senza utilizzare nessuno degli elementi superstiti, dall'architetto Antonio Zanca, di piccole dimensioni nelle immediate adiacente del palazzo della Standa.

## Monastero di Santa Maria della Scala
Grangia cittadina del monastero di Santa Maria della Valle, quest'ultimo considerato la sede "estiva", è inizialmente popolato dalle monache più anziane o più cagionevoli di salute.
Per preservare l'immenso archivio, comprendenti le preziose pergamene attestanti i privilegi reali concessi, dalle purghe e dal fuoco purificatore usato per debellare i focolai d'epidemia di peste, le raccolte documentali furono segretamente imbarcate per essere trasferite nel porto di Catania e destinate al monastero di San Nicolò l'Arena per la custodia. Sventuratamente la nave naufragò prima dell'attracco e l'archivio andò irrimediabilmente perduto, compreso la concessione di Guglielmo II di Sicilia che conferiva alla badessa la podestà di eleggere il "Mastro di Fiera".

## Feste
- 2 agosto Madonna della Scala, Solennità e funzione processionale documentata, riconducibile alla ricorrenza per la liberazione in seguito della temuta invasione delle armate ottomane capeggiate da Khayr al-Din Barbarossa del 1543.[1]

## Opere

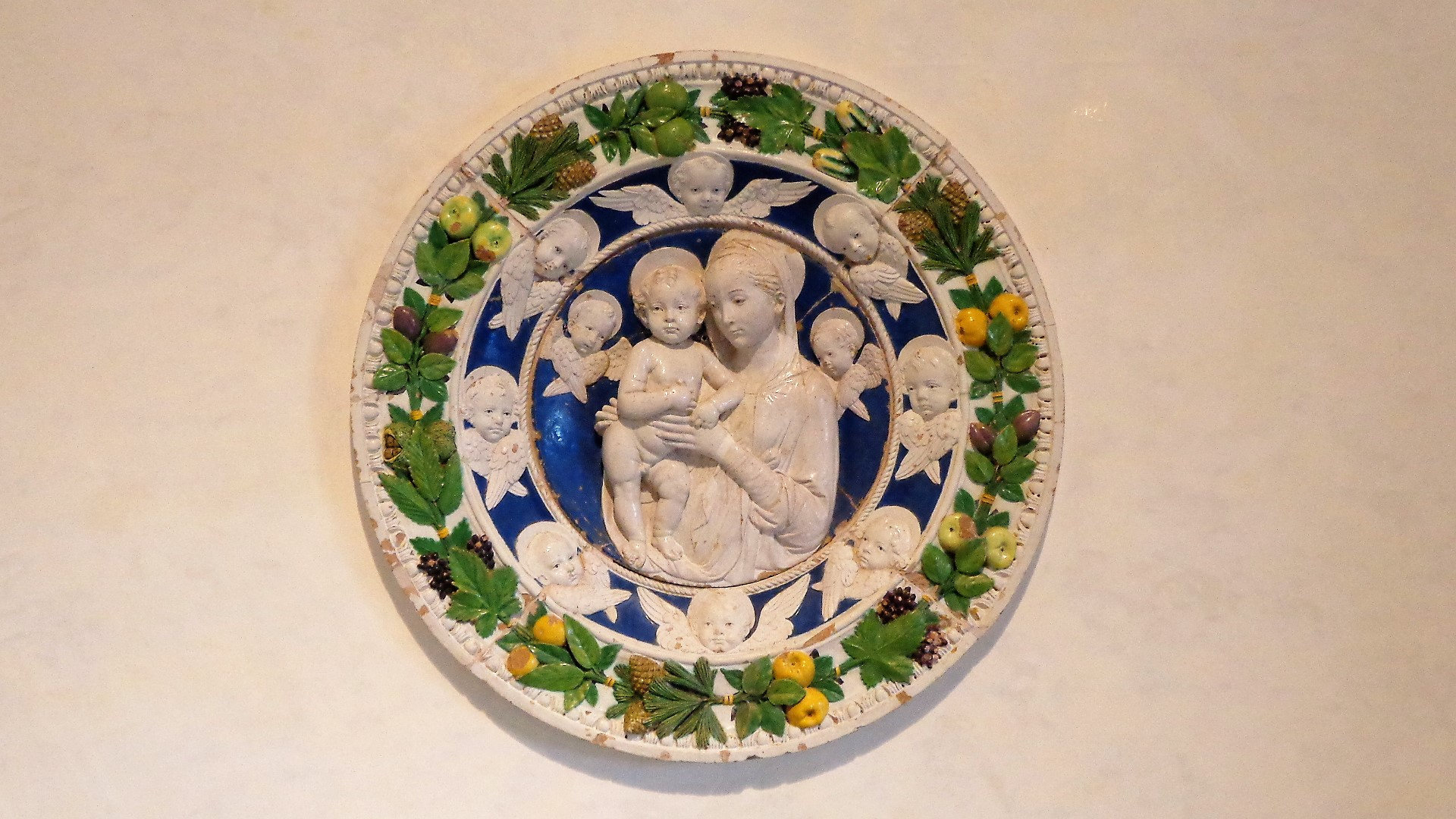
Madonna della frutta o Madonna col Bambino, maiolica.

- ?, Madonna della Scala, dipinto proveniente dal monastero di Santa Maria della Valle, è andato perduto con il terremoto di Messina del 1908.[5]
- ?, Madonna della Scala, riproduzione dell'originale a mosaico.[5]
- XVII secolo, Ciclo, dipinti, cupola e volte affrescate da Antonio Bova, opere danneggiate dal terremoto della Calabria meridionale del 1783.[1][7][8]
- ?, Sposalizio di Santa Caterina, dipinto, opera di Antonino Biondo.[7][8]
- 1552, Gesù Cristo con la Croce, dipinto, opera alienata di Jacopo Vignerio.[1][7][9][10]
- ?, Vergine, dipinto, opera custodita nella Cappella di Sant'Agostino di Stefano Giordano.[9]

Opere scampate ai terremoti oggi custodite al Museo regionale di Messina:
- XV secolo, Tondo, manufatto in maiolica raffigurante la Vergine della frutta o Madonna col Bambino attribuito a Luca della Robbia o Andrea della Robbia.[5][7][8][11]
- 1541, San Benedetto moribondo tra San Mauro e San Placido, dipinto, opera di Stefano Giordano.[9]

Il portale centrale, già appartenuto alla chiesa di Castellammare e proveniente da quel sito nel 1466, è stato ricomposto nel cortile interno assieme a quello laterale nella cui lunetta reca scolpita l'immagine della Madonna della Scala. Nella spianata giace smontata parte della facciata in bugne.